# Псаммотерапия
Псаммотерапия (от др.-греч. ψάμμος — песок, терапия — лечение) — лечение с помощью нагретого песка.

## История
Упоминание о целебных свойствах разогретого песка встречается в клинописных таблицах Вавилона.
В 1889 году врач Николай Парийский, проведя серию научных наблюдений, написал, а спустя два года защитил диссертацию «О пользе естественных песочных ванн в терапии подагры, водянки, золотухи, ревматизма». Именно в это время псаммотерапия приобрела популярность в России и Европе.
В советское время многие санатории использовали этот вид оздоровления организма.
В наше время процедуры с использованием тёплого песка практикуют не только санатории, но и медицинские центры и спа-салоны.

## Свойства песка
Песок прекрасно сохраняет тепло и медленно передаёт его поверхности тела человека, разогревая кожу и подлежащие ткани.
Псаммотерапия применяется при заболеваниях опорно-двигательного аппарата обменного и травматического характера, при тугоподвижности суставов нетуберкулёзного происхождения, при невралгии, неврите, радикулите, при воспалении женских половых органов.
В результате применения песчаной терапии активизируется крово- и лимфообращение, усиливается потовыделение, что приводит к потере лишней массы тела и облегчает функцию почек. Кроме того, песочные ванны снимают болевые ощущения.